# Rheinkalk

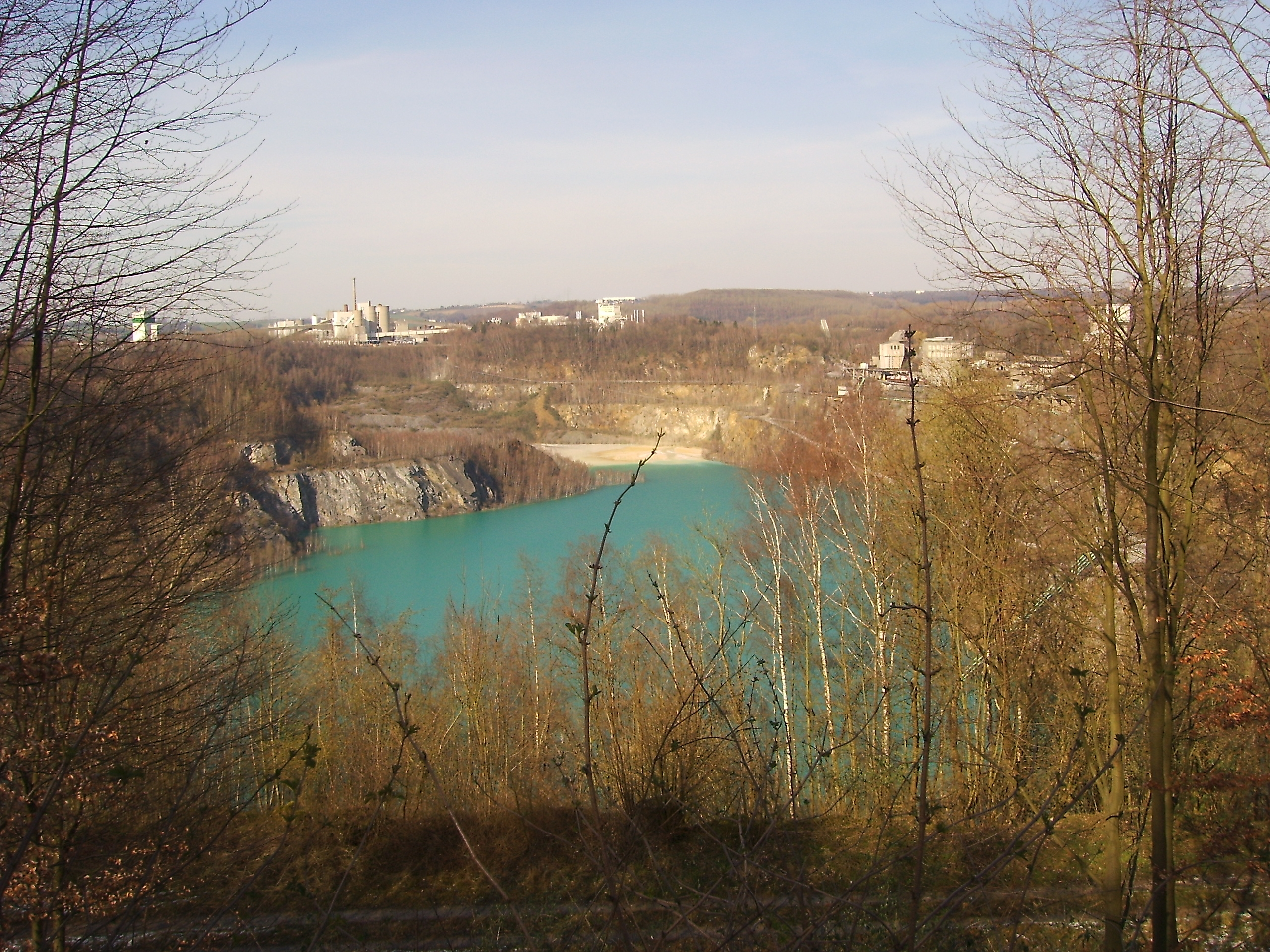
Kalksteinbruch und See, im Hintergrund links und rechts die Werksgebäude Flandersbach

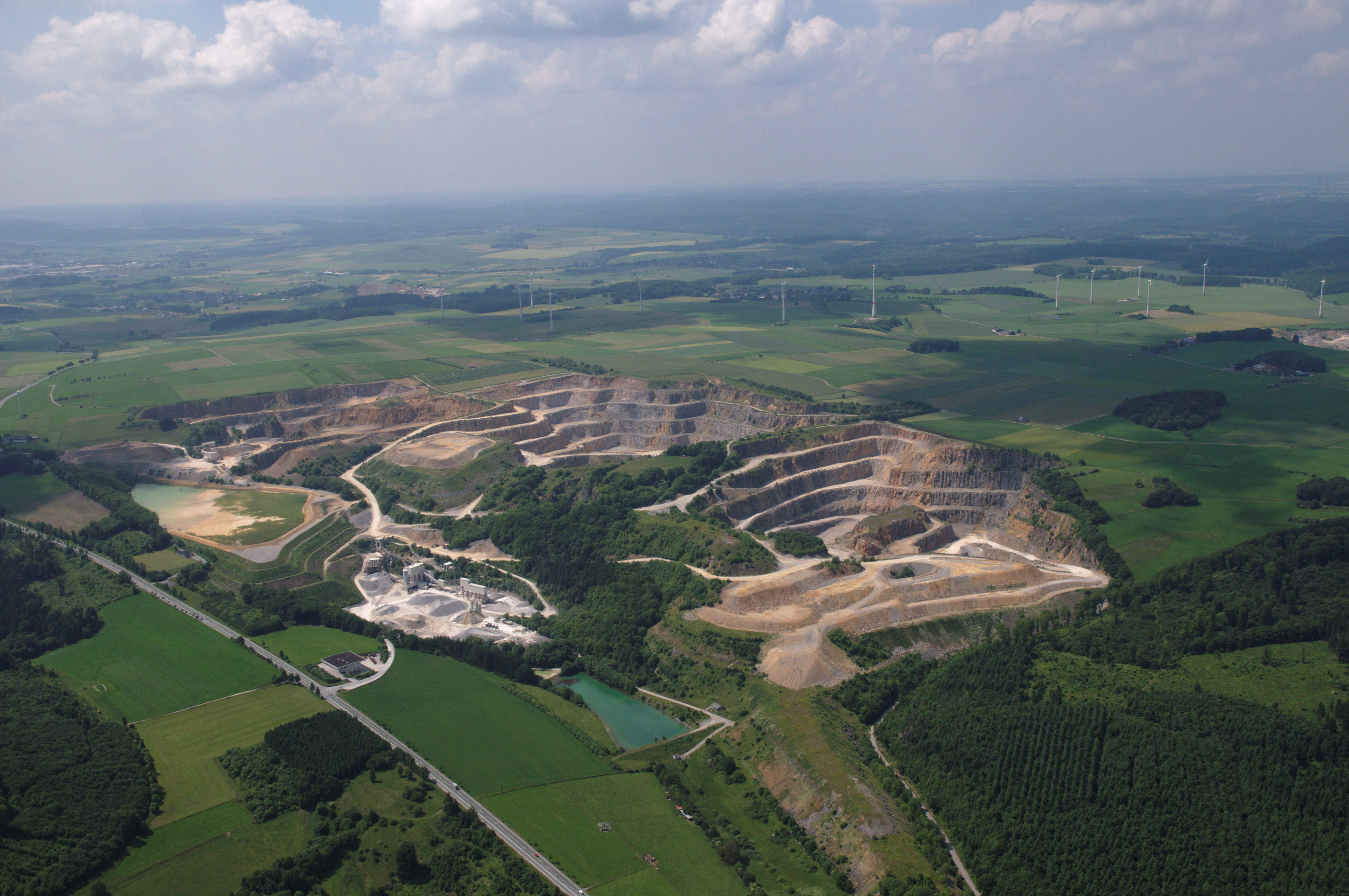
Rheinkalk-Bruch Rösenbeck

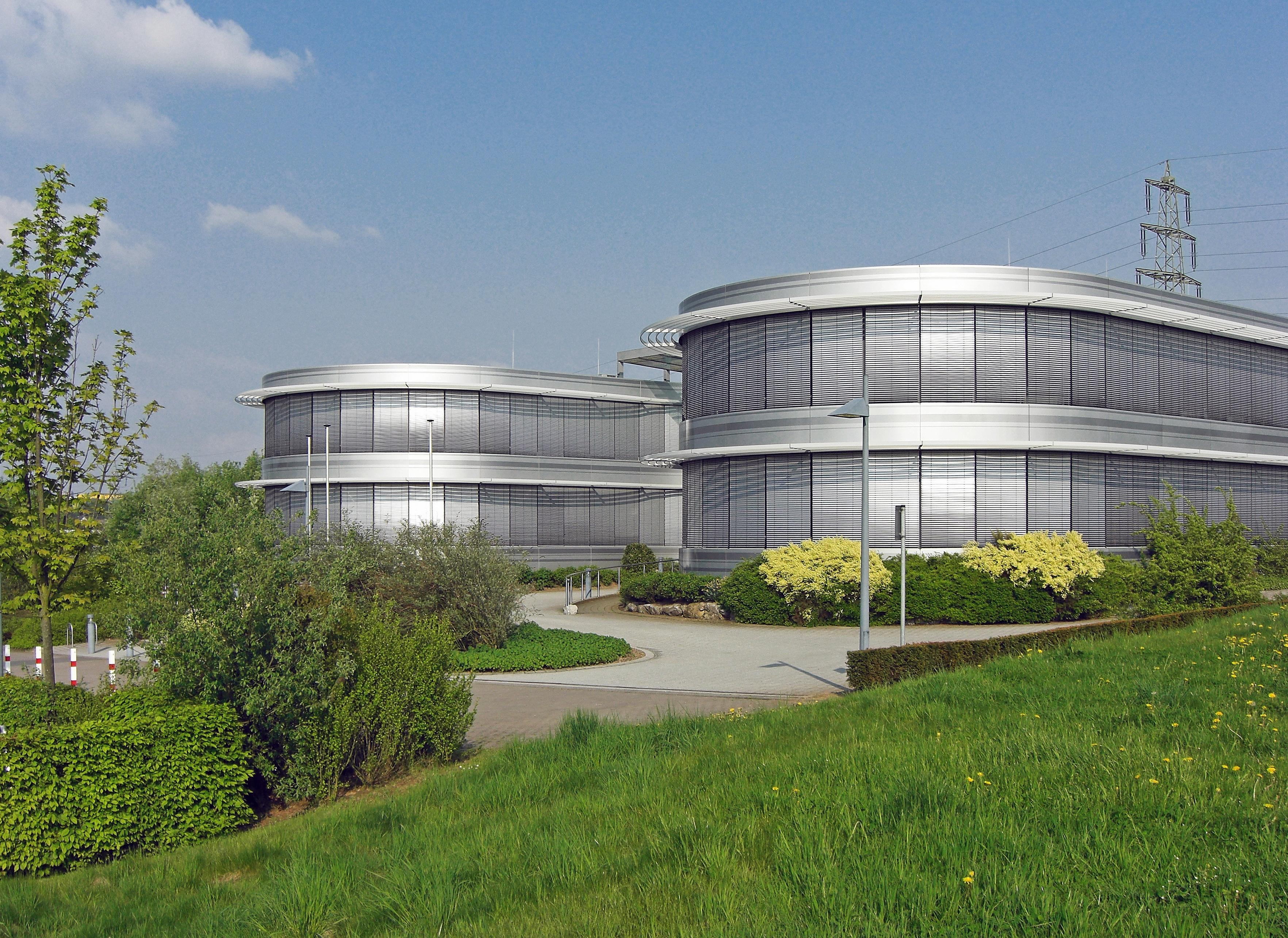
Rheinkalk-Hauptverwaltung, Wülfrath. Architekt: Eike Becker

Lhoist Germany Rheinkalk GmbH ist eine Unternehmensgruppe der belgischen Lhoist-Gruppe, dem weltgrößten Hersteller von Kalk- und Dolomit-Erzeugnissen. Sitz des Unternehmens ist Wülfrath im Regierungsbezirk Düsseldorf. Hier befindet sich auch das Werk Flandersbach.

## Geschichte
Die Rheinisch-Westfälische Kalkwerke AG (später RWK Kalk AG) wurde 1887 von Wilhelm Schüler, Anton Winter und der Gewerkschaft Maximilian gegründet. An ihr beteiligte sich 1993 die belgische Lhoist-Gruppe. Geschäftsführer der Rheinischen Kalkstein- und Dolomitwerke in Wülfrath war von 1973 bis 1984 der Diplom-Bergingenieur Kark Heinz Zepter, der zuvor Geschäftsführer von Ertsoverslagbedrij Europosport war. 1999 kam es zur Zusammenführung RWK Kalk AG und der Rheinisch-Westfälischen Kalkwerke AG zur Rheinkalk GmbH.
Die Rheinischen Kalksteinwerke in Wülfrath waren 1903 von August Thyssen gegründet worden, um sich Kalksteinvorkommen für die Stahlproduktion zu sichern. Lhoist übernahm das Unternehmen 1997.

## Hönnetal

### Untertageverlagerung 1944
Ende August 1944 wurde im versteckt liegenden Hönnetal im Steinbruch Emil 1 der Rheinisch-Westfälischen Kalkwerke mit dem Ausbau einer gigantischen Stollenanlage begonnen, mit dem Ziel der Sicherung der kriegsrelevanten Mineralölindustrie vor der Zerstörung durch alliierte Luftangriffe.
Die Anlage wird zur Zeit neu erforscht:

„Dieses Projekt mit dem Decknamen ‚Schwalbe I‘ war eines der größten geheimen Bauprojekte der Untertage-Verlagerung des Dritten Reiches. Der Bau mit dem ursprünglichen Decknamen ‚Eisenkies‘ ist eine der größten Stollenanlagen im Sauerland und berührt heute die Stadtgebiete von Hemer, Menden und Balve. Um die kriegsrelevante Mineralölindustrie vor der völligen Zerstörung durch alliierte Luftangriffe zu schützen, begann man Ende August 1944, also vor 80 Jahren mit dem Ausbau der Anlage. Im Dezember 1943 war mit Führerbefehl die Untertage-Verlagerung der kriegswichtigen Industrien angeordnet worden. Die Inbetriebnahme der Anlage war für September 1945 geplant. 
Das Kriegstagebuch der Oberbauleitung Schwalbe I gibt für den 30. November 1944 eine Gesamtarbeiterzahl von 6664 Personen an, die unter schlimmsten Bedingungen Stollen in den Fels schlugen, eine Wasserleitung von der Ruhr in das Hönnetal bauten und Gleise verlegten. Hunderte kamen ums Leben. Kai Olaf Arzinger schreibt dazu in seinem Buch Stollen im Fels und Öl fürs Reich: ‚Manch Toter wurde gar nicht erst amtlich registriert. Noch heute finden sich auf dem Beckumer Friedhof Grabsteine mit russischen Namen. Sie sollen aber nicht nur durch Hunger zu Tode gekommen sein. Mancher fiel der Brutalität seiner Bewacher zum Opfer. Zeugen belegen aus dem Lager mindestens drei Hinrichtungen am Galgen...‘. Als die Amerikaner am 14. und 15. April in das Hönnetal einrückten, waren die Arbeiten bereits eingestellt worden. Am Ende wurden Loren und Bohrer zurückgelassen. Der Aufbruch geschah Hals über Kopf. Die Amerikaner standen schon fast vor der Tür.“

Dokumentiert wird die Untertage-Verlagerung seit 2020 unter der Leitung von Manuel Zeiler, wissenschaftlicher Referent der LWL-Archäologie für Westfalen, zusammen mit der Speläogruppe Sauerland e. V. 

„‚Anlass für unsere Arbeit ist das Fehlen aussagekräftiger Karten aller untertägigen und übertägigen Elemente der Untertage-Verlagerung‘, erklärte Zeiler. Zu diesen Elementen zählten neben den Hohlräumen, in denen der Aufstellungsort des Hydrierwerks geplant war, auch Außenanlagen der Infrastruktur, der Flugabwehr sowie Zwangseinrichtungen für politische Häftlinge und Zwangsarbeiter.“

### Klimaneutralität
Gebrannter Kalk ist einer der übelsten Klimakiller. Weit mehr als 50 % des Rohstoffgewichts wird beim Brennvorgang als Kohlendioxid freigesetzt und in die Atmosphäre emittiert. Hinzu kommen die klimaschädlichen Emissionen der weiteren Verarbeitung im Zuge der Herstellung von Beton. Lhoist gehört damit zu den größten Luftverschmutzern im Märkischen Kreis und treibt die Klimakatastrophe aktiv voran.  
Um einen Millionen Euro teuren Ankauf von CO2-Zertifikaten abzuwenden, plant Lhoist Germany nun auch für das Werk Hönnetal die umstrittene CO2-Abspaltung und Versenkung in der Nordsee (CCS). „Sobald wir Investitionssicherheit haben, gehen wir die Investition auch an“, versprach der frühere Lhoist-Deutschland Chef Perterer 2022 im Gespräch mit der Westfalenpost. Er sprach von einer Umsetzungszeit von drei bis fünf Jahren, bis das Kohlendioxid aufgefangen werden könne. Voraussetzung dafür sei allerdings Planungssicherheit im Hönnetal für den Ausbau des Kalksteinabbaus zwischen Menden und Balve. Das Projekt habe eine enorme Strahlkraft: Laut Lhoist komme jede zehnte in Deutschland produzierte Tonne Kalk aus dem Werk Hönnetal. 
Kritiker verweisen auf die Risiken der CO2-Abspaltung und die katastrophale Energiebilanz des CCS-Verfahrens. Sie empfehlen mit Blick auf den absehbaren Klima-Kollaps die konsequente Vermeidung der Verbrennung fossiler Rohstoffe wie Kalk. Näheres siehe Lhoist-Gruppe.

## Schmalspurbahnen
Das Unternehmen von Wilhelm Schüler in Dornap betrieb ab 1887 eine über 768 m lange Feldbahn mit zwei Lokomotiven und 20 Kippwagen mit je 2,5 t Ladefähigkeit. Das Unternehmen Schürmann Söhne betrieb zur gleichen Zeit eine 475 m lange Feldbahn mit einer Lokomotive und 19 Transportwagen. Die beiden Unternehmen fusionierten 1887 zur Rheinisch-Westfälische Kalkwerke AG. Nach einer dynamischen Entwicklung betrieb die RWK bereits über 11,2 km Schmalspurbahnen, die sie mit 6 Lokomotiven und 138 Waggons zu je 2,5 t befuhr. Zehn Jahre später war das Netz der RWK auf knapp 50 Kilometer angewachsen und die Anzahl der Waggons hatte sich verdoppelt. Thyssens noch relativ jungen Rheinischen Kalksteinwerke verfügten über weitere sieben Kilometer Schmalspurbahnen.

## Konzernstruktur
Zur Gruppe zählen:
- Rheinkalk GmbH, Wülfrath
- Rheinkalk GmbH, Werk Flandersbach, Wülfrath
- Rheinkalk GmbH, Werk Hönnetal, Menden (Sauerland)
- Rheinkalk GmbH, Werk Hagen-Halden, Hagen
- Rheinkalk GmbH, Werk Messinghausen, Brilon (Sauerland)
- Rheinkalk GmbH, Werk Pelm, Pelm
- Rheinkalk GmbH, Werk Salzhemmendorf, Landkreis Hameln-Pyrmont
- Rheinkalk GmbH, Werk Hastenrath, Eschweiler
- Rheinkalk GmbH, Werk Istein, Efringen-Kirchen
- Rheinkalk GmbH, Werk Rheine, Rheine
- Rheinkalk Grevenbrück GmbH, Lennestadt
- Rheinkalk GmbH, Werk Scharzfeld, Herzberg
- Rheinkalk Lengerich GmbH, Lengerich – im Jahr 2010 geschlossen
- Walhalla Kalk GmbH & Co.KG, Werk Regensburg, Regensburg
- AWA-Institut, Gesellschaft für angewandte Wasserchemie mbH, Pelm

Das Kalkwerk Flandersbach der Rheinkalk-Gruppe ist das größte Kalkwerk Europas. Allein hier werden jährlich rund 7,5 Mio. t Kalkstein gefördert und gebrannt. Die Öfen im Werk Flandersbach werden mit Kohlenstaub, Gas und Ersatzbrennstoffen betrieben. Der produzierte Kalk wird größtenteils auf der Schiene über die Angertalbahn transportiert.
Der Bedarf an Kalk besteht in vielen Bereichen der Industrie (zum Beispiel Stahlerzeugung, Bauindustrie, Papierindustrie) und der Landwirtschaft.

## Literatur

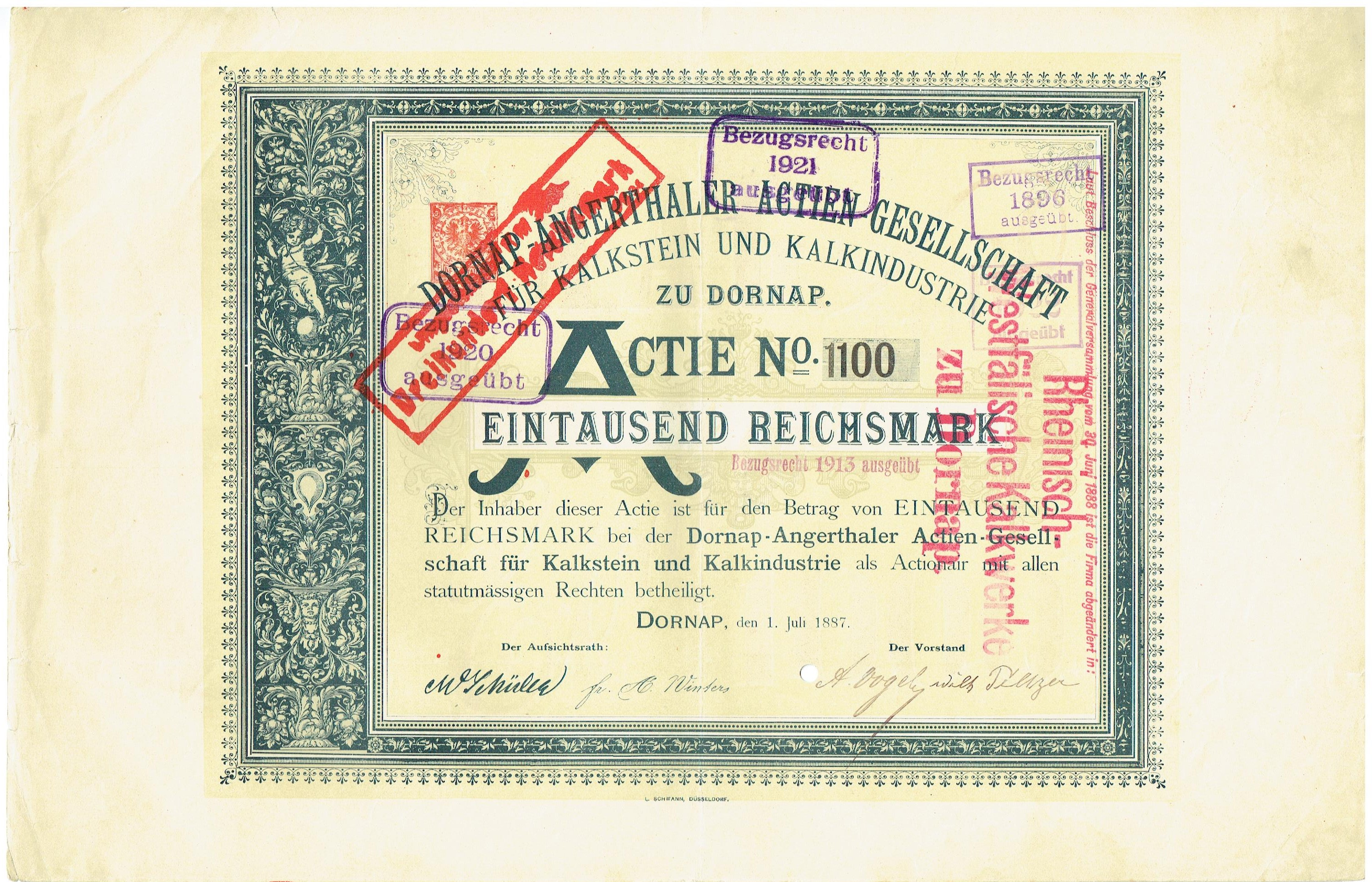
Gründeraktie über 1000 Reichsmark der Dornap-Angerthaler AG für Kalkstein und Kalkindustrie vom 1. Juli 1887

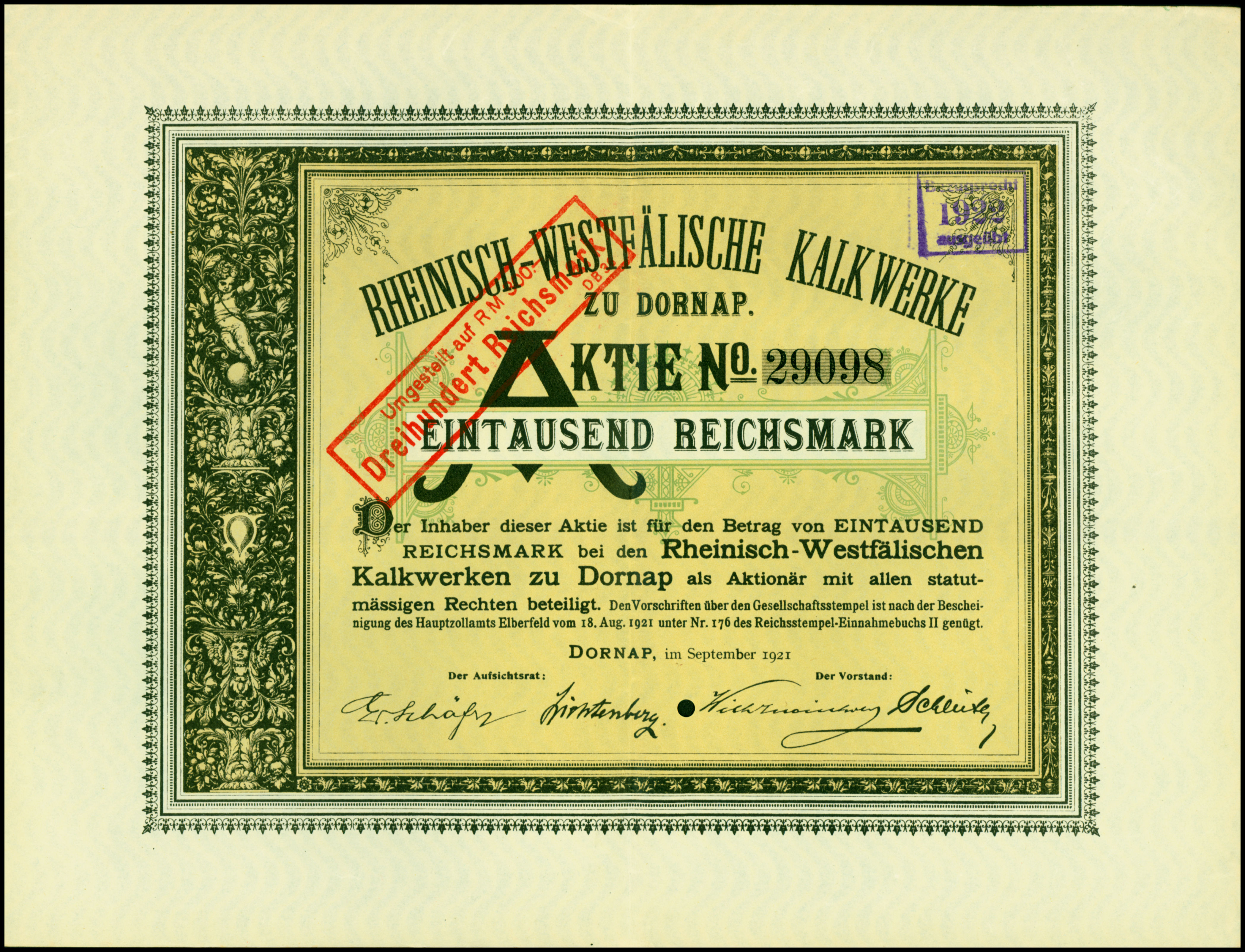
Aktie über 1000 RM der Rheinisch-Westfälischen Kalkwerke zu Dornap vom September 1921